# Semestriel
Semestriel, (du latin sex, « six », et mensis, « mois »), est un terme signifiant qu'un évènement se passe une fois tous les six mois.

## Presse périodique
Un semestriel est un titre de presse écrite paraissant une fois par semestre (tous les six mois).